# Grzegorz Janusz
Grzegorz Janusz, né le 22 juin 1970 à Łowicz est un scénariste polonais de bande dessinée.

## Biographie
Après des études d'allemand, il écrit des scénarios de bande dessinée et des dialogues pour le cinéma, ainsi que des textes pour la scène théâtrale.
Il a été publié dans différents périodiques : Nowa Fantastyka, Machina, Playboy (édition polonaise) et Fronda. 
Il est l'auteur du scénario des albums du cycle "Przebiegłe dochodzenie Ottona i Watsona" ("Esencja", "Romantyzm"), ainsi que de nombreuses histoires plus courtes "Komiks Forum", "44", "Syberyjskie sny", "W sąsiednich kadrach", "City Stories".
Il collabore notamment avec les dessinateurs Krzysztof Gawronkiewicz, Jacek Frąś et Jakub Rebelka. 
Il a remporté plusieurs prix en France, en Pologne et dans d'autres pays.

## Publications
éditions françaises
- Les Extravagantes Enquêtes d’Otto et Watson (Glénat), collection Grafica, dessin : Krzysztof Gawronkiewicz
  - t. 1 Essence, 2005  (ISBN 978-2-7234-4618-1)
  - t. 2 Romantisme, 2007  (ISBN 978-2-7234-5749-1)
- Entretemps, dessin : Przemek Truściński, édition KG Kultura Gniewu, 2012  (ISBN 978-83-62520-72-5)[2]